# Collégiale Saint-Léonard de Saint-Léonard-de-Noblat

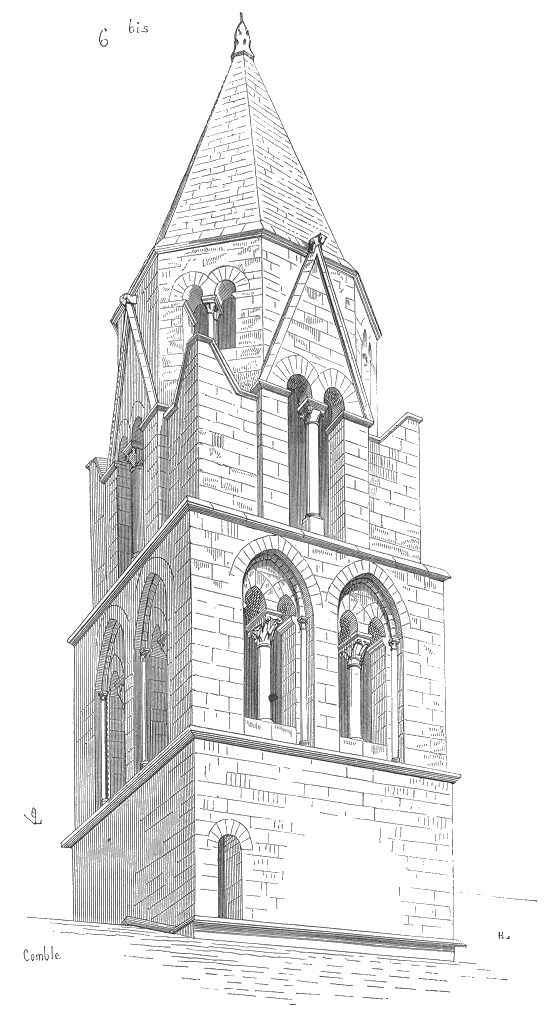
Le clocher par Viollet-le-Duc.

La collégiale Saint-Léonard est une ancienne collégiale française de la ville de Saint-Léonard-de-Noblat, dans la région Nouvelle-Aquitaine et le département Haute-Vienne. Elle est construite selon l'architecture romane et est classée au titre des monuments historiques. Elle fait partie du pèlerinage de Saint-Jacques-de-Compostelle sur la Via Lemovicensis, la Voie du Limousin, et elle est inscrite, depuis 1998, sur la liste du patrimoine mondial de l'UNESCO au titre des chemins de Saint-Jacques-de-Compostelle en France.

## Saint Léonard et la collégiale
Selon son hagiographie, Léonard demanda à Clovis Ier de lui octroyer le droit de visiter et éventuellement de libérer les prisonniers qu'il jugerait dignes de l'être, et cela à tout moment. C'est ainsi que Léonard libéra un grand nombre de prisonniers et devint leur saint patron. Toujours selon sa légende, il pria pour que l'épouse du roi des Francs mit au monde un enfant mâle, ce qui advint. En récompense, il lui fut donné des terres à Nobiliacum (Noblat), où il fonda une abbaye. Un village s'établit à l'entour, qui fut nommé en son honneur Saint-Léonard-de-Noblat.
Les prisonniers qui l'invoquaient du fond de leurs geôles voyaient leurs chaînes se briser. Ils le rejoignaient alors, apportant les fers rompus, et les lui offraient en hommage. Beaucoup restaient  avec lui, travaillant dans les bois et les champs et retrouvant ainsi une vie honnête.
Le Tombeau de saint Léonard, situé à l'intérieur de l'église, dans le croisillon sud, est surmonté de sa chaîne de prisonnier. La tradition veut que les femmes désirant se marier et procréer viennent toucher le verrou. L'église comprend également une statue polychrome de Léonard, portant un évangile et des entraves de prisonniers, ainsi que des reliques du Saint.

## Architecture
Église essentiellement romane, le transept et la tour lanterne octogonale, avec ses huit fenêtres éclairant la croisée, sont du XIe siècle ; Plus tard, le transept a été couvert de pendentifs. 
Le chœur, qui remplace au  XIIe siècle un original qu'on ne connaît pas, comprend un déambulatoire (suivant le principe des églises de pèlerinage) et huit chapelles rayonnantes.Le clocher est un bel exemple de clocher dit « limousin ». Il repose sur un porche ouvert sur deux côtés et est orné de chapiteaux. Il est formé de 4 étages carrés, surmontés de deux étages octogonaux. La flèche culmine à 52 mètres.
Le portail occidental aux nombreuses voussures est le seul élément gothique de l'église ; il date du XIIIe siècle.